# Alfredo Núñez
Alfredo Horacio Núñez Mendoza (Tomé, 16 febbraio 1960 – Antofagasta, 15 marzo 2008) è stato un calciatore cileno, di ruolo difensore.

## Carriera
Con la Nazionale cilena ha partecipato alle Olimpiadi del 1984.